# Veliki modri konji (Marc)
Veliki modri konji (nemško Die grossen blauen Pferde) je slika nemškega slikarja in grafika Franza Marca (1880–1916) iz leta 1911.

## Ozadje
Leta 1911 je bil Marc ustanovni član skupine Der Blaue Reiter (Modri jezdec) in je bila središče kroga nemških in ruskih izseljenskih umetnikov skupaj z Augustom Mackejem, Vasilijem Kandinskim in nekaterimi drugimi, katerih dela so bila ključna za razvoj nemškega ekspresionizma.

## Analiza
Za to delo, ki predstavlja tri živobarvne modre konje, ki gledajo navzdol pred pokrajino valovitih rdečih gričev, so značilne svetle osnovne barve. Encyclopædia Britannica pravi, da »močno poenostavljeni in zaobljeni obrisi konj odmevajo v ritmih pokrajinskega ozadja, združujejo obe živali in se postavljajo v živahno in harmonično organsko celoto.« Ukrivljene črte, ki jih je Marc uporabljal za upodabljanje predmeta je poudaril »občutek harmonije, miru in ravnovesja« v duhovno čistem živalskem svetu; z ogledom dela je ljudem omogočeno, da se pridružijo tej harmoniji. Marc je barvam, ki jih je uporabil v svojem delu, dal čustveni ali psihološki pomen ali namen: modra je bila uporabljena za moškost in duhovnost, rumena je predstavljala žensko veselje, rdeča pa je zajela zvok nasilja in nizkotne snovi. Marc je v svoji karieri uporabljal modro za predstavljanje duhovnosti; njegova uporaba živih barv naj bi bila poskus izogibanja materialnemu svetu, da bi priklical duhovno ali transcendentalno bistvo. Ta slika olje na platnu meri 105,7 × 181,2 cm (brez okvirja) in je nepodpisana.
To je eno od Marcovih najzgodnejših večjih del, ki prikazujejo živali in je eno najpomembnejših v seriji njegovih portretov konj. Pogosto se misli, da je Marc živali smatral za čistejše in lepše od ljudi, zato njegove slike predstavljajo panteistično razumevanje božanskega ali duhovnosti.
Švicarski slikar Jean Bloé Niestlé (1884–1942) je Marca spodbujal, naj 'ujame bistvo živali'. Po besedah umetnostne zgodovinarke Gabi La Cava je za Marca »najpomembnejši občutek, ki ga sproži tema« — bolj kot zoološka natančnost.

## Izvor
Leta 1942 je sliko Veliki modri konji kupil Walkerjev umetniški center v Minneapolisu v Minnesoti prek fundacije T. B. Walker in njenega Spominskega sklada Gilberta M. Walkerja. To je bilo prvo večje modernistično delo, ki je vstopilo v zbirko.

## V kulturi
Slika je bila navdih za naslov pesniške uspešnice Blue Horses (2014) ameriške pesnice Mary Oliver.